# メルセデス・ベンツ・W124
W124/S124/C124/A124/V124/F124/VF124は、メルセデス・ベンツのミディアムクラス、初代Eクラスを指すコードネームである。頭文字のW”はセダン、“S”はステーションワゴン、“C”はクーペ、“A”はカブリオレ、“V”はリムジン、“F”はローリング・シャーシ、“VF”はロングホイールベース・ローリング・シャーシを表す。

## 初代 W124/S124/C124/A124/V124/F124/VF124 (1985年-1995年/1985-1993年:ミディアムクラス)

メルセデス・ベンツ・W124の駆動方式4MATIC

W123型の後継車にあたる。ボディは4ドアセダン、5ドアステーションワゴン、2ドアクーペ、2ドアカブリオレ、6ドアリムジンが存在した。機構的にはW201型 (190E)のサイズと全長を大型化したもので、台形の小ぶりなテールランプが特徴。リアサスペンションは長らく続いたセミトレーリングアーム式から190Eで開発されたマルチリンク式に変更されている。フラッシュサーフェイス (外板の平滑化) が推し進められた結果、メルセデス市販車では史上初となる0.29のCd値となった。
当時、日本ではバブル景気だったこともあって大量に輸入され、正規輸入車・並行輸入車ともにバラエティに富んでいる。例としては、ヤナセより1989年、1991年に発売された260Eのロングホイールベース車がある。これは定員8名の6ドアのリムジンであるが、単にホイールベースを延長したものではなく、メルセデス・ベンツ本社がホワイトボディ (車体構造を形作る段階のもの) より製作しリムジンの懸念材料である剛性低下を抑えていた。
「最善か無か」の時代に作られた最後のミディアム・クラスとして現在でも人気は高くW124を中心に扱う中古車販売店も存在するが、生産終了から相当の年数が経過していることもあり良好な個体は減少している。

## 歴史
1985年、ドイツ本国で発売開始。翌1986年に日本発売、当初はセダンの230E、300E、300Dターボ。1987年、260Eとクーペの300CEが追加とともに230Eの右ハンドル車を設定。1988年、ステーションワゴン230TEを追加。1989年、300TE、260E 右ハンドル追加。260Eロングホイールベース (6ドアリムジン) を限定販売。1990年、外装を中心にマイナーチェンジ。クーペに装備されていたサイドプロテクトパネル (サッコプレート) を全車に標準装備とした。ガソリン車の燃費計を廃止。クーペは300CE-24に切り替わり、4MATICが300Eに設定された。

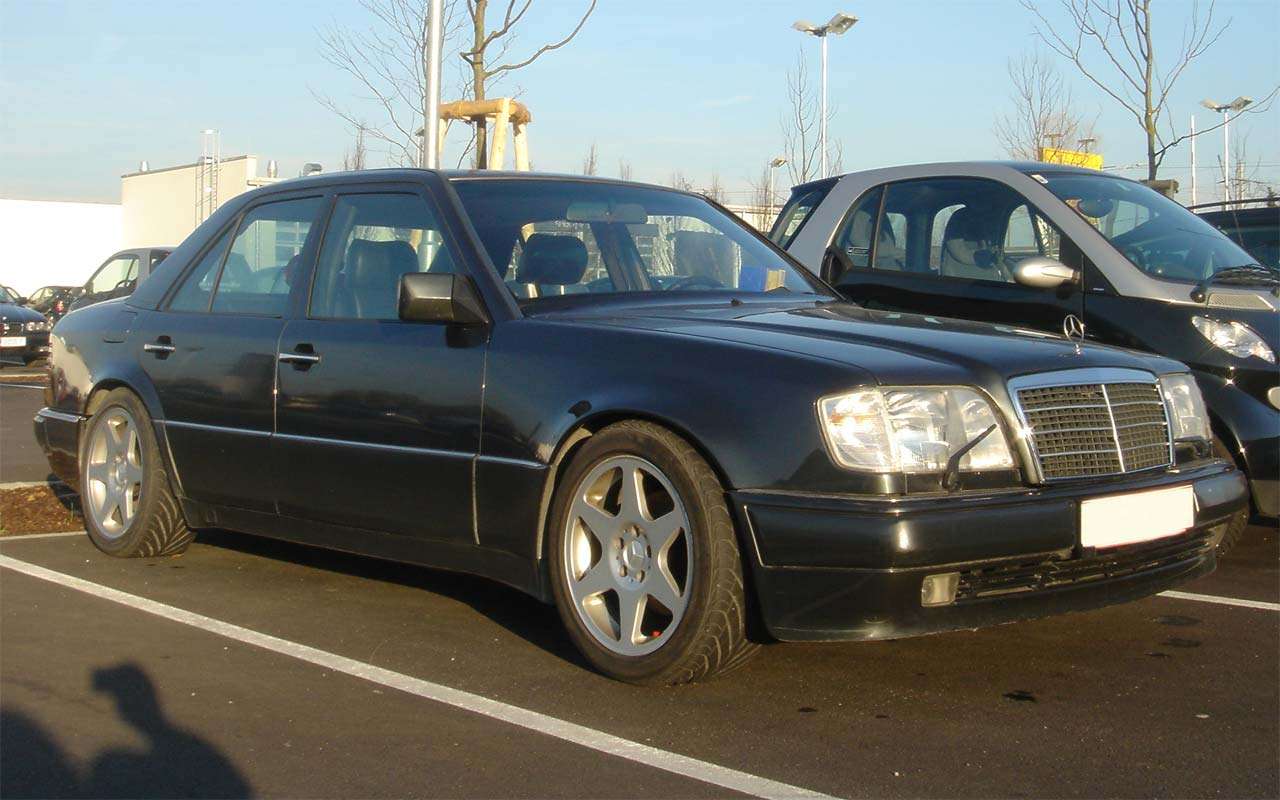
W124 500E

1991年、500Eおよび400Eを追加。260Eリムジン限定販売。なお、500Eは標準車のボディにエンジンベイ及びフロアトンネル拡大などの補強を行い、500SL (R129系) に搭載されていたV8エンジン及び足回りを移植したモデルで、標準車に比べフロントフェンダーが大きく張り出している。開発はポルシェのバイザッハ研究所が担当し、生産工程の一部も1992年までポルシェの工場で行われていた。1994年に生産終了となるが、最終限定車としてE500リミテッドが500台限定で発売された。日本へは正規未導入ながら多数が並行輸入された。
420E（400E）は北米や日本向け（ただし右ハンドル仕様は開発されていない）のグレードで、開発のきっかけとなったのは1989年発売のレクサスLS400 (日本名トヨタ・セルシオ) であった。W124はレクサスLSよりも1クラス下のセグメントに属するが、北米での価格・車格はほぼ同等で実質的なライバルとされていた。420SE/SELと同じエンジンながら排気系スペースの問題でパワーダウンしたが、後の圧縮比見直しで改善されている。日本向けは420が「死に」と読め語呂が悪いため「400」として販売された。

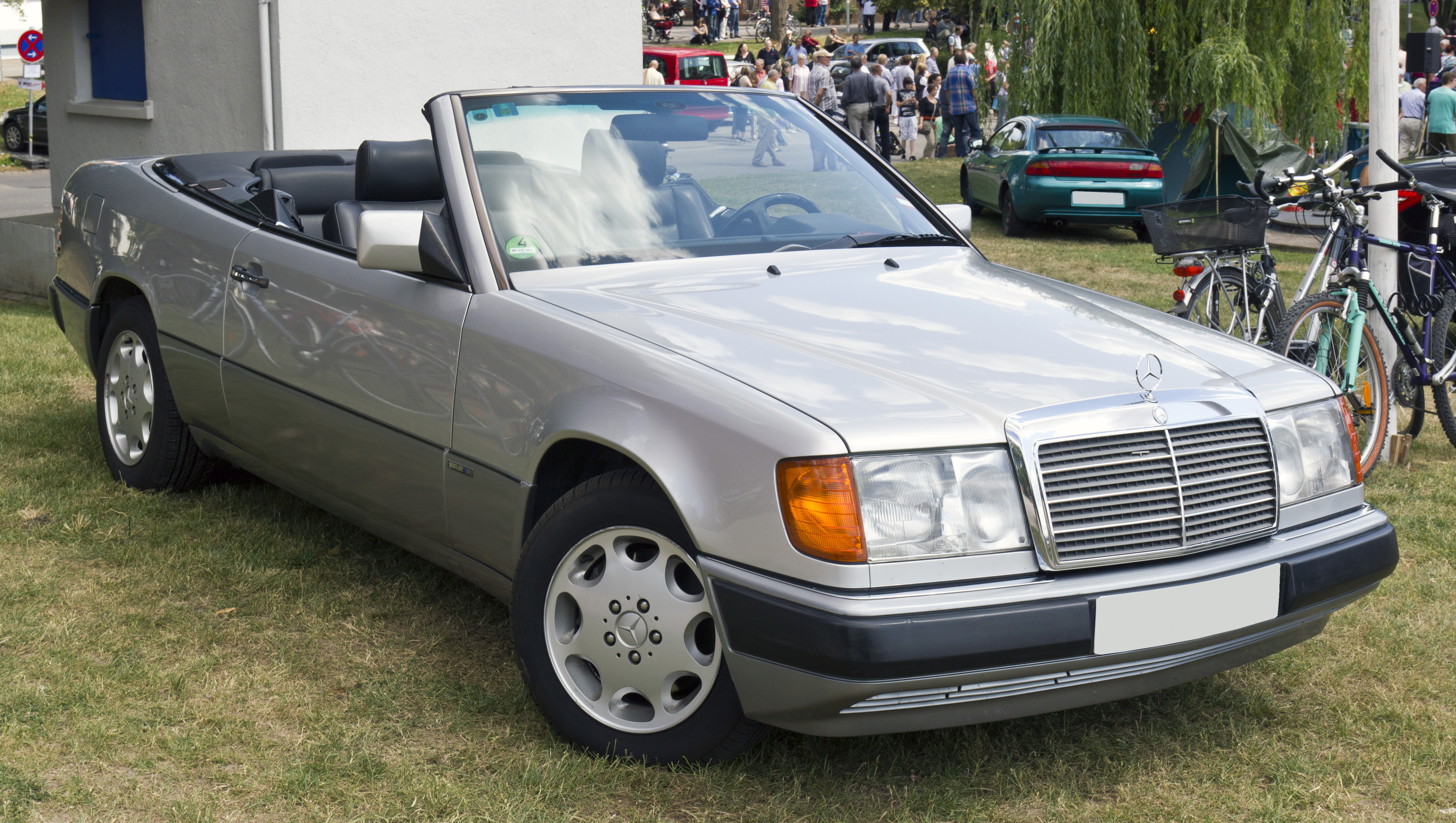
A124 320CE

1992年、マイナーチェンジと同時にカブリオレの320CEが追加された。直列4気筒、直列6気筒ガソリンエンジンを刷新し4バルブDOHC化。急加速などを除き原則2速発進であったトランスミッションも変更となり、280E以下のグレードは1速発進するものに変更されている。装備は400Eと同じ8穴デザインのアルミホイールが全車に、運転席エアバッグを全車標準装備とした。1993年、外装を中心としたマイナーチェンジを機にEクラスへ移行する。ボンネットとトランクリッドのデザイン、ウインカーレンズの色変更、バンパーモールがカラーキー化された。内装では助手席エアバッグとマイクロフィルター付エアコンを標準装備とした。

## グレード
| 220E 220TE E220                                       | 2,198cc | 直列4気筒DOHC                 | 150PS/21.4kg・m                               | 4速AT （クーペのみ5速AT）            | FR             |
| 230E 230TE                                            | 2,297cc | 直列4気筒OHC                  | 135PS/20.6kg・m                               | 4速AT （クーペのみ5速AT）            | FR             |
| 260E 260Eロングホイールベース                         | 2,597cc | 直列6気筒OHC                  | 165PS/23.0kg・m                               | 4速AT （クーペのみ5速AT）            | FR             |
| 280E E280                                             | 2,799cc | 直列6気筒DOHC                 | 200PS/28.2kg・m                               | 4速AT （クーペのみ5速AT）            | FR             |
| 300E 300CE 300TE 300E 4MATIC 300TE 4MATIC E300 4MATIC | 2,960cc | 直列6気筒OHC                  | 185PS/26.5kg・m                               | 4速AT （クーペのみ5速AT）            | FR 4MATICは4WD |
| 300Dターボ E300ターボディーゼル                       | 2,996cc | 直列6気筒OHC ディーゼルターボ | 150PS/27.8kg・m                               | 4速AT （クーペのみ5速AT）            | FR             |
| 300CE-24 300E-24 300TE-24                             | 2,960cc | 直列6気筒DOHC                 | 225PS/27.6kg・m                               | 4速AT （クーペのみ5速AT）            | FR             |
| 320E 320CE 320TE 320CEカブリオレ E320 E320 カブリオレ | 3,199cc | 直列6気筒DOHC                 | 225PS/32.3kg・m                               | 4速AT （クーペ/カブリオレのみ5速AT） | FR             |
| 400E E400                                             | 4,195cc | V型8気筒DOHC                  | 275PS/42.0kg・m 1993年9月より285PS/42.0kg・m  | 4速AT                                | FR             |
| 500E E500                                             | 4,973cc | V型8気筒DOHC                  | 330PS/50.0kg・m 1992年12月より325PS/49.0kg・m | 4速AT                                | FR             |

## ギャラリー

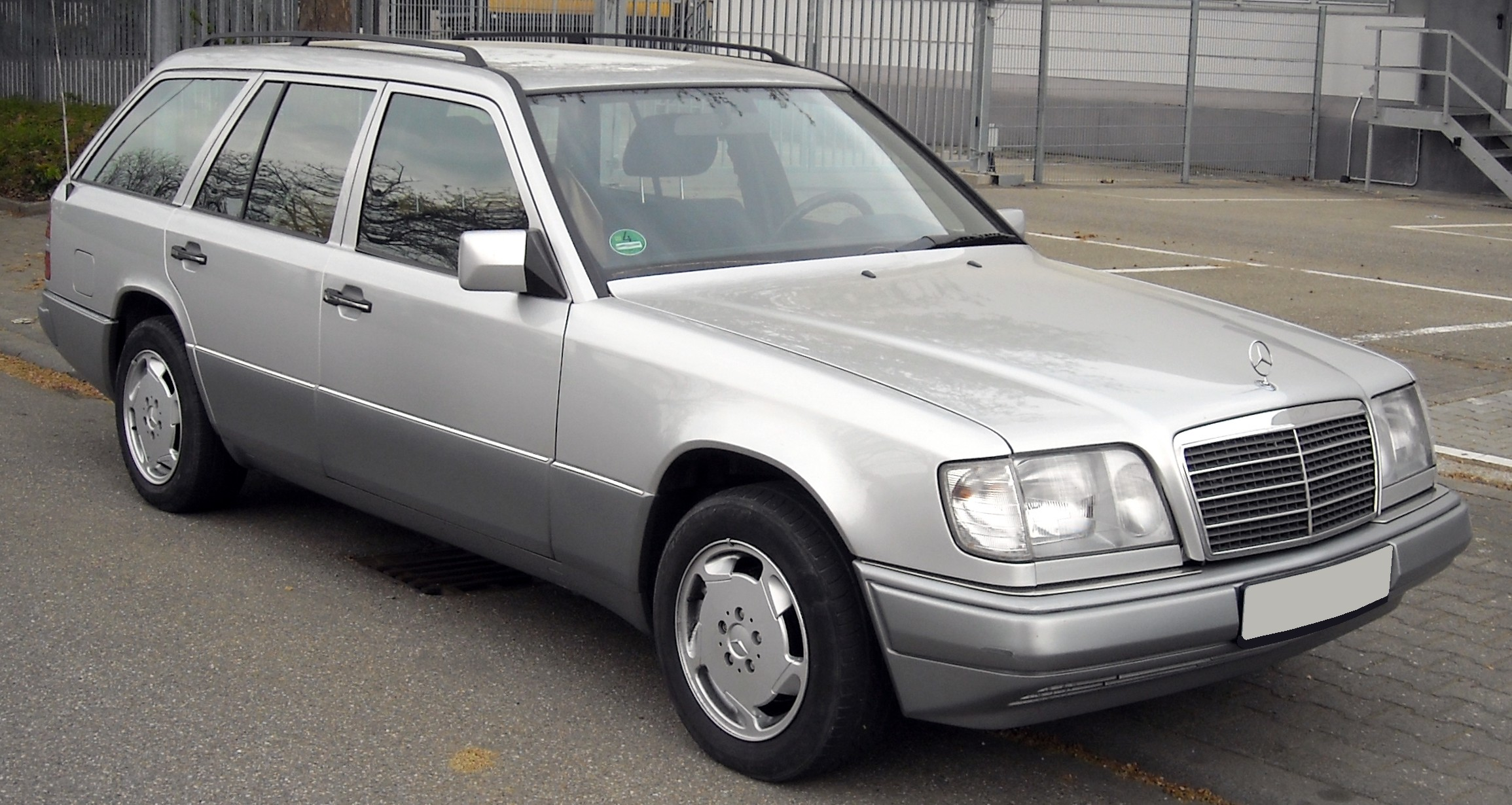
S124
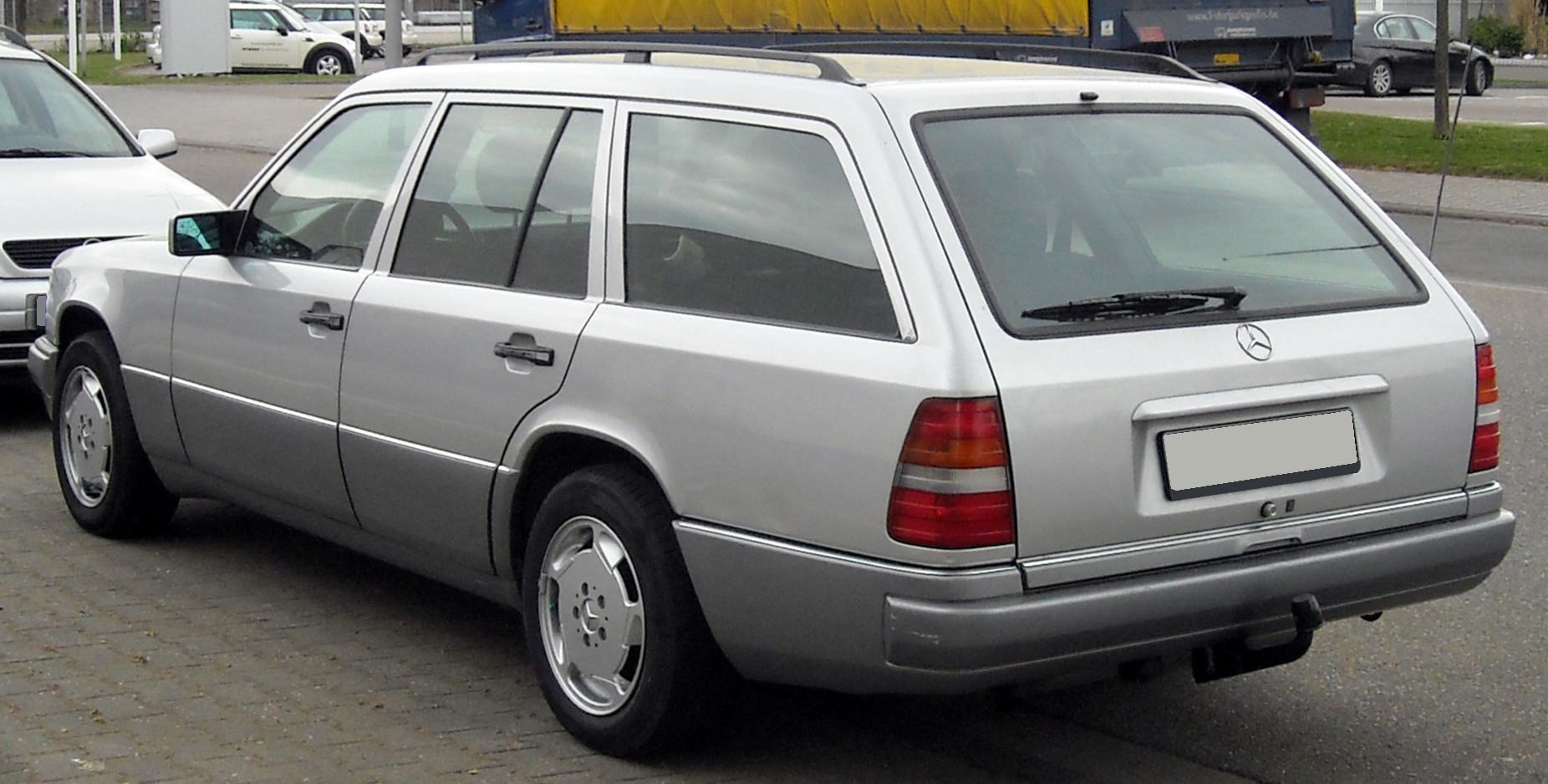
S124
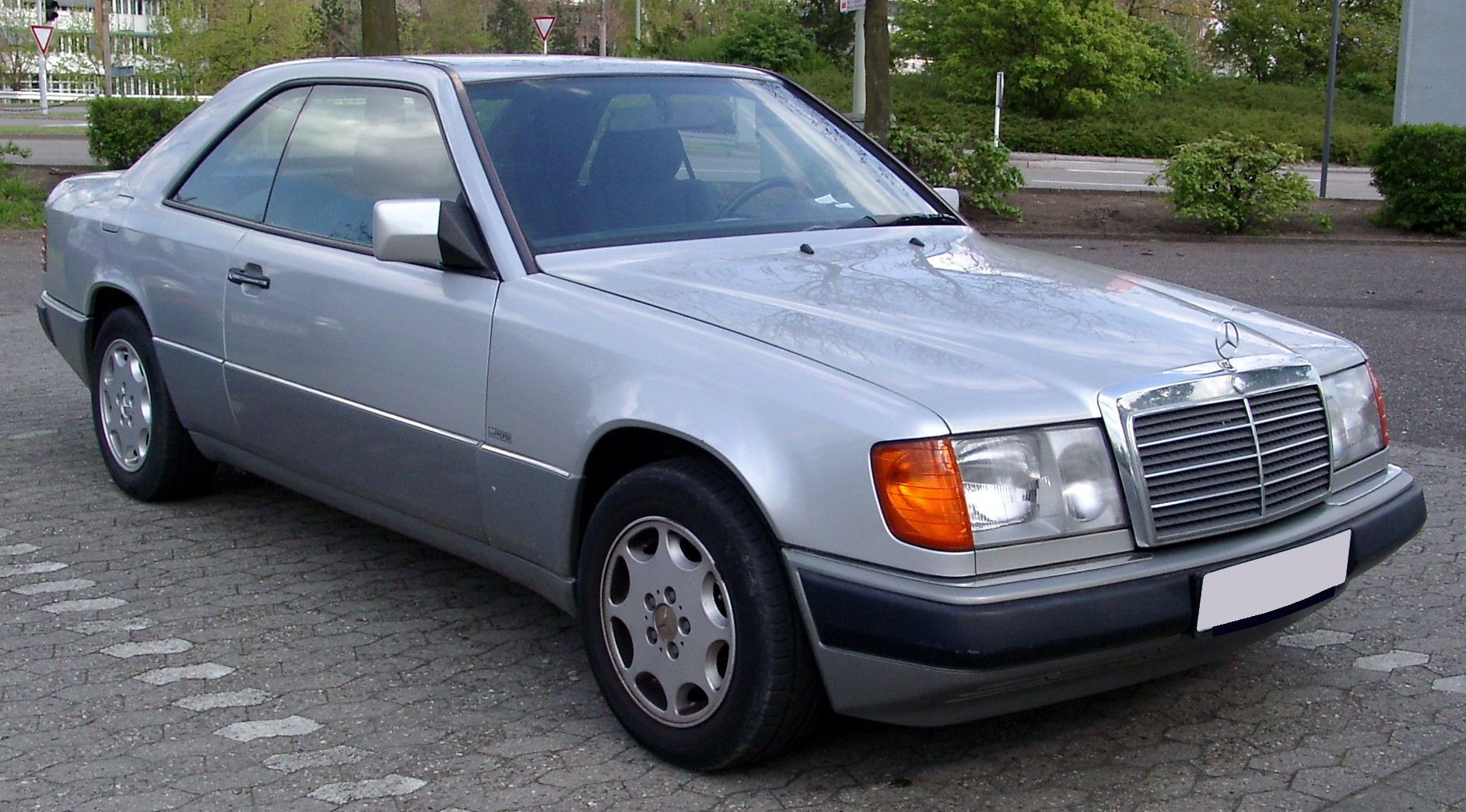
C124
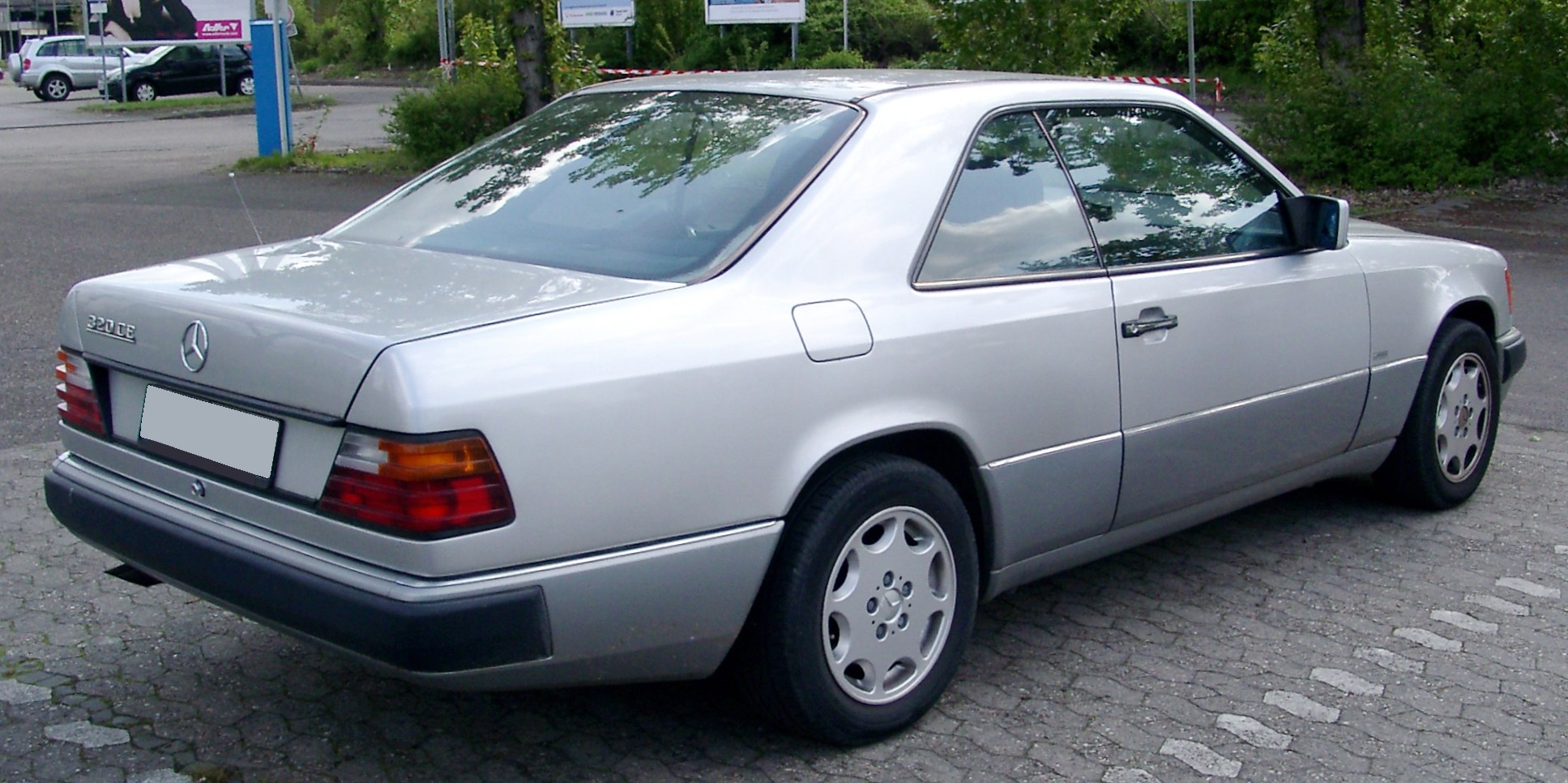
C124
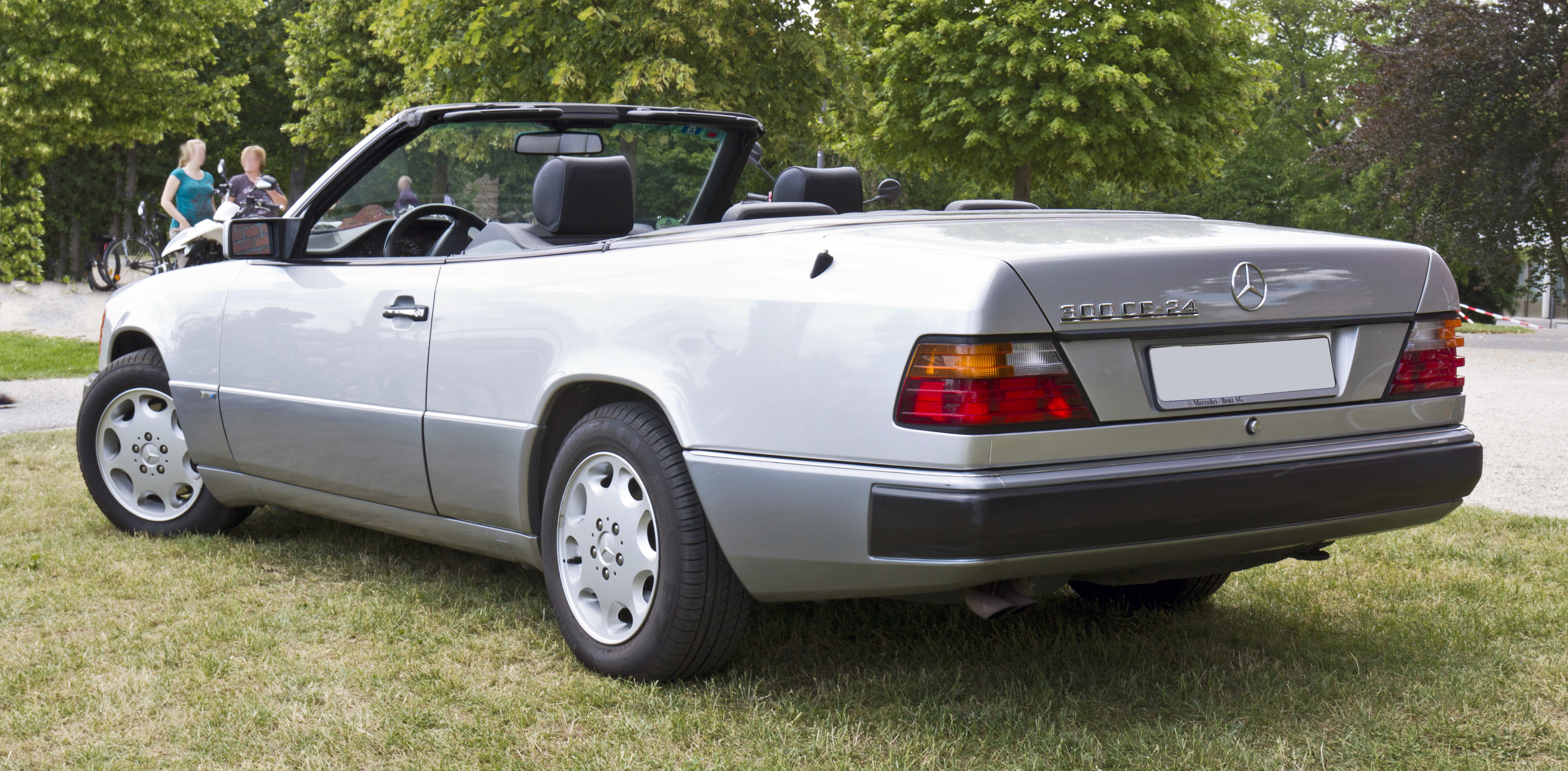
A124 320CE
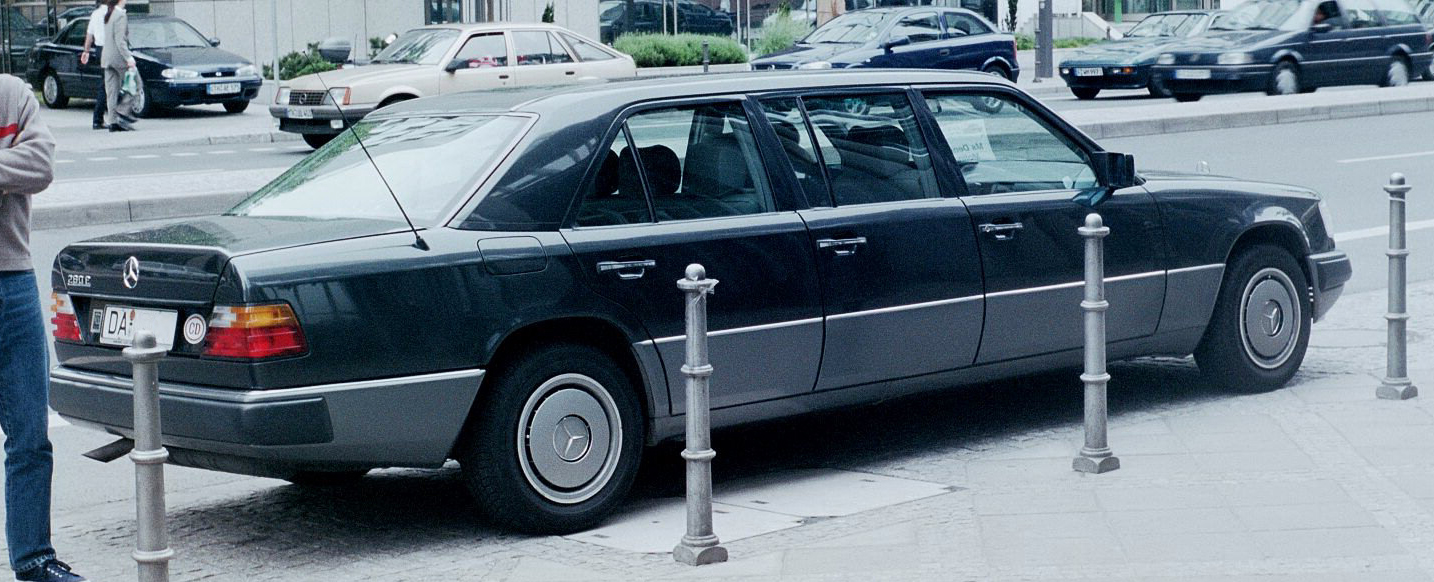
V124 260E リムジン